# Planalto Meridional
O Planalto Meridional ou Planalto das Araucárias recobre a maior parte do território da Região Sul do Brasil, alternando extensões de arenito com outras extensões de basalto. O basalto é uma rocha de origem vulcânica responsável pela formação de solos de terra roxa, que são bastante férteis. Na Região Sul, excluindo-se o norte e oeste do Paraná, são poucas as áreas que possuem tais solos, pois muitas vezes as rochas basálticas são recobertas por arenitos.
A elevação de maior destaque no Planalto Meridional é a Serra Geral, que no Paraná e em Santa Catarina aparece à retaguarda da Serra do Mar, mas no Rio Grande do Sul termina junto ao litoral, formando costas altas como as que aparecem nas praias da cidade de Torres, no Rio Grande do Sul. Para facilitar sua caracterização, o Planalto Meridional costuma ser dividido em duas partes: Planalto arenito-basáltico e Depressão Periférica. 
Segundo Aroldo de Azevedo (1949), o Planalto Meridional é uma das cinco partes do Planalto Brasileiro. Por sua vez, o Planalto Meridional pode ser subdividido em duas subunidades:
- a Depressão Periférica: possui as denominações locais de Depressão Paulista, Planalto dos Campos-Gerais (ou Segundo Planalto paranaense), Depressão do Jacuí (no Rio Grande do Sul);
- o planalto arenito-basáltico: delimitado pelas “cuestas” (serras de Maracaju, Caiapó, Itaquerí, São Pedro, Botucatu, Fartura, Esperança, Geral, Botucaraí, São Xavier, etc.), possui as denominações regionais de Planalto do Alto Paraná, Triângulo Mineiro, Planalto Ocidental de São Paulo, sudeste de Mato Grosso, Planalto de Guarapuava (ou Terceiro Planalto paranaense), e Planalto do Alto Uruguai (ou das Missões).

O ponto mais alto é o Morro da Bela Vista do Ghizoni com 1 823,5 m de altitude. Não é o Pico do Monte Negro com 1410 metros, localizado no 2º Distrito do município de São José dos Ausentes, a 45 quilômetros da sede urbana e próximo à divisa com Santa Catarina.